# Xanthorhoe planicolor
Xanthorhoe planicolor là một loài bướm đêm trong họ Geometridae.